# نیکلاس روسی (بازیکن فوتبال، زاده ۲۰۰۲)
نیکلاس روسی (اسپانیایی: Nicolás Rossi‎؛ زادهٔ ۲۱ مارس ۲۰۰۲) بازیکن فوتبال در پست هافبک ارمنی‌تبار اهل اروگوئه است.

## خانواده
در ۲۱ مارس ۲۰۰۲ در مونته‌ویدئو از پدری ایتالیایی و مادری ارمنی به دنیا آمد.

## باشگاهی
از باشگاه‌هایی که در آن بازی کرده‌است می‌توان به باشگاه فوتبال پنیارول اشاره کرد.